# Carl-Sigvard Roos
Carl-Sigvard Roos, född 3 januari 1918 i Malmö, död 31 oktober 1992, var en svensk företagsledare. Han var far till Carl Martin Roos.
Roos, som var son till juris doktor Axel Roos och Gunhild Holm, blev juris kandidat vid Lunds universitet 1941. Han anställdes av Guldvaru AB G. Dahlgren & Co i Malmö 1942, var verkställande direktör där 1944–1971, i Guldsmeds AB i Stockholm 1948–1971 och i Ädelmetall AB i Malmö 1953–1971. Han var styrelseordförande i Skånska banken, AB Facit, Försäkrings AB Skåne och styrelseledamot i bland annat Trelleborgs Ångfartygs AB, Försäkrings AB Skandia och Industri AB Luxor. Han var sakkunnig i 1952 års kontrollstämpelutredning samt ordförande i Guldsmedsbranschens leverantörförening 1948–1958 och 1962–1972.